# Turški potok
Túrški pôtok je desni pritok Drave iz vzhodnih Haloz. Izvira tik pod razvodnim slemenom, po katerem poteka slovensko-hrvaška državna meja, in teče proti severu skozi razložena naselja Gorenjski Vrh, Turški Vrh in Hrastovec. Pri Hrastovcu potok izstopi iz gričevja na ravnino, zavije proti vzhodu, prečka slovensko-hrvaško državno mejo, teče skozi Dubravo Križovljansko in se malo zatem izliva v stranski rokav Drave. Iz okoliškega gričevja se vanj stekajo številni majhni pritoki, nekoliko daljši so Kojuhovski potok in Zajza z leve strani ter desni pritok izpod Drenovca (na topografski karti 1 : 25.000 imenovan Turški potok) ter Škornik na hrvaški strani meje.
Glede imena potoka je nekaj nejasnosti: na državni topografski karti 1 : 25.000 je potok označen kot Kojuhovski potok (z enakim imenom kot levi pritok izpod Belskega Vrha), desni pritok izpod Drenovca pa ima ime Turški potok. Podobno sta zapisani imeni na Geopediji. Na temeljnem topografskem načrtu 1 : 5000 je navedeno samo ime levega pritoka Zajza, vendar je z enakim imenom označen tudi spodnji tok Turškega potoka na hrvaški strani. Drugi vodotoki nimajo imen, je pa za dolino Turškega potoka v Gorenjskem Vrhu zapisano ime Habrijačkova graba, za dolino njegovega desnega pritoka izpod Drenovca pa ime Najmanova graba. Na stari avstrijski karti je ime Turškega potoka zapisano kot Turski Potok, desni pritok pa je Bach Gorichak.
Dolinsko dno ob potoku je bilo nekoč mokrotno, poraščeno z mokrotnimi travniki in logi ter skoraj povsem neposeljeno. Danes sta potok in dolinsko dno ob njem povsem spremenjena. Potok je na skoraj celotnem toku reguliran in spremenjen v odtočni kanal brez grmovnega in drevesnega rastja na bregovih, v dolinskem dnu pa prevladujejo intenzivni travniki in njive. Kljub posegom je dolinsko dno še vedno izpostavljeno hudourniškim poplavam, ki v spodnjem toku ogrožajo tudi nekaj hiš in lokalnih cest.